# Щуровцы (Винницкая область)
Щуровцы (укр. Щурівці) — село на Украине, находится в Гайсинском районе Винницкой области. Село относится к историко-этнографическому региону Подолье, расположенному на левом берегу реки Южный Буг. Ближайшие населённые пункты — Кузьминцы, Сокольцы, Косаново, Низшая Крапивна, Семенки, Зяньковцы.
Население по переписи 2001 года составляет 399 человек. Занимает площадь 4,098 км².

## История
Впервые упоминается в XVI веке земянин Щуровский — владелец с. Щуровцы Брацлавское воеводство
После Второго раздела Польши Подолия (1793) с Брацлавщиной перешли к Российской империи. С 1797 года по 1924 Брацлавский уезд Подольской губернии Российской империи. В 1924 году с. Щуровцы присоединили к Ситковецкому району, который просуществовал до 1959 года и стал Гайсинским районом Винницкой области.
В марте 1944 года отличились во время форсирования Южного Буга и подступах к реке Южный Буг в районе села Щуровцы и были удостоены наград Герой Советского Союза Зварыгин Пантелей Александрович (1914—1944 гг.) Павел Егорович Огнёв (1911—1987)
В 1957 году был присоединен хутор Щуровецкий Млын к селу Щуровцы.
В1959 произошло слияние Щуровецкого и Кузьминецкого сельсовета, а также слияние колхоза «Комунист» с. Щуровцы с колхозом «Имени Сталина» с. Кузьминцы с названием колхоза «Заря коммунизма» , с центром с. Кузьминцы.
1976 закрылась восьмилетняя школа.

## Шуровцы в Источниках
- «Истый учитель веры» Жизнь и деятельность епископа Якутского и Вилюйского Иакова (Домского). Московский Журнал:

… Когда у священника Петра Домского родился сын, он просил Государя, производившего в то время смотр войскам, стоявшим лагерями между селами Семенками, Щуровцами и Крапивной, осчастливить его быть восприемником его новорожденного сына Иеронима. Государю Императору благоугодно было удовлетворить просьбу священника; он приказал своему адъютанту присутствовать при крещении, но в метрической книге записать его"…

- Так и не сбылась дорога через с. Щуровцы с мостом Гайсин-Брацлав-Катюжаны:

Технический проект мостового перехода через р. Южный Буг в с. Щуровцы дороги Гайсин-Брацлав-Катюжаны. Схема моста. (ЦГНТА Украины, Ф. Р-32, к. 1-23, оп. 2, ед. Сб. 2, л. 2, 1936)

## Галерея

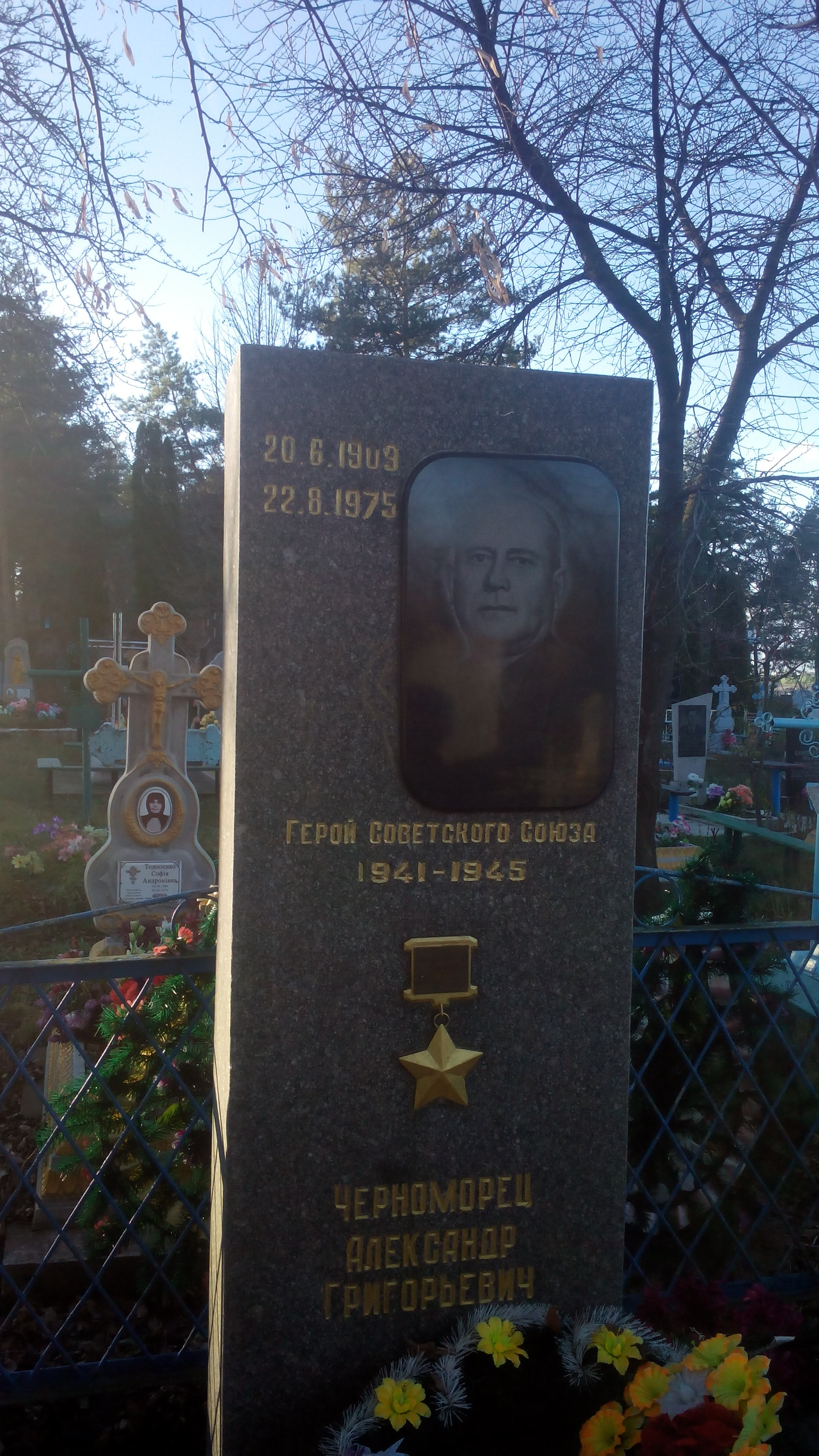
Надгробный памятник Черноморцу А. Г. в с. Щуровцы.

## Известные уроженцы
- Гуменюк Николай Петрович (1936—1997) — ректор Киевского государственного института физической культуры.
- Черноморец Александр Григорьевич (1909—1975) — Герой Советского Союза.